# Brahmina adaequata
Brahmina adaequata är en skalbaggsart som beskrevs av Moser 1909. Brahmina adaequata ingår i släktet Brahmina och familjen Melolonthidae. Inga underarter finns listade.